# Patrick Sensburg
Patrick Sensburg (Paderborn, 25 de junio de 1971) es un abogado y político alemán de la Unión Demócrata Cristiana (CDU).
Antes de unirse a la política, trabajó como profesor de derecho público y derecho europeo. Ha sido miembro del Parlamento alemán desde 2009, representando al distrito electoral Hochsauerlandkreis en Renania del Norte-Westfalia. Después de completar su servicio militar, se convirtió en teniente coronel de la reserva en 2014.

## Educación y carrera profesional
Estudió derecho y ciencias políticas, y se graduó con su primer examen de derecho estatal y una maestría en ciencias políticas en 1997. En 1999 completó su segundo examen de derecho estatal. Fue asistente de investigación en la Universidad de Hagen, donde completó su doctorado.
Desde 2000 hasta 2006, ejerció como abogado con un enfoque principal en el derecho municipal y el derecho fiscal local. Desde entonces, ha sido profesor en la Facultad de Derecho de Hagen para la formación de especialistas certificados en derecho administrativo. Desde 2006 hasta 2008 fue profesor en la Universidad Federal de Ciencias Administrativas Aplicadas en el Departamento de la Policía Criminal Federal; fue miembro del senado de la universidad. Desde 2008 es profesor de derecho público y derecho europeo en la Universidad de Ciencias Aplicadas para la Administración Pública y la gestión de Renania del Norte-Westfalia en Münster. Además, ha sido profesor de derecho europeo desde 2009 hasta 2012 en la Escuela Internacional de Economía y Administración de Empresas de Riga (RISEBA). Desde 2018, Patrick Sensburg es profesor visitante en la Universidad de Viena, así como en la Universidad de Estudios Económicos de Bucarest (ASE).

## Carrera política

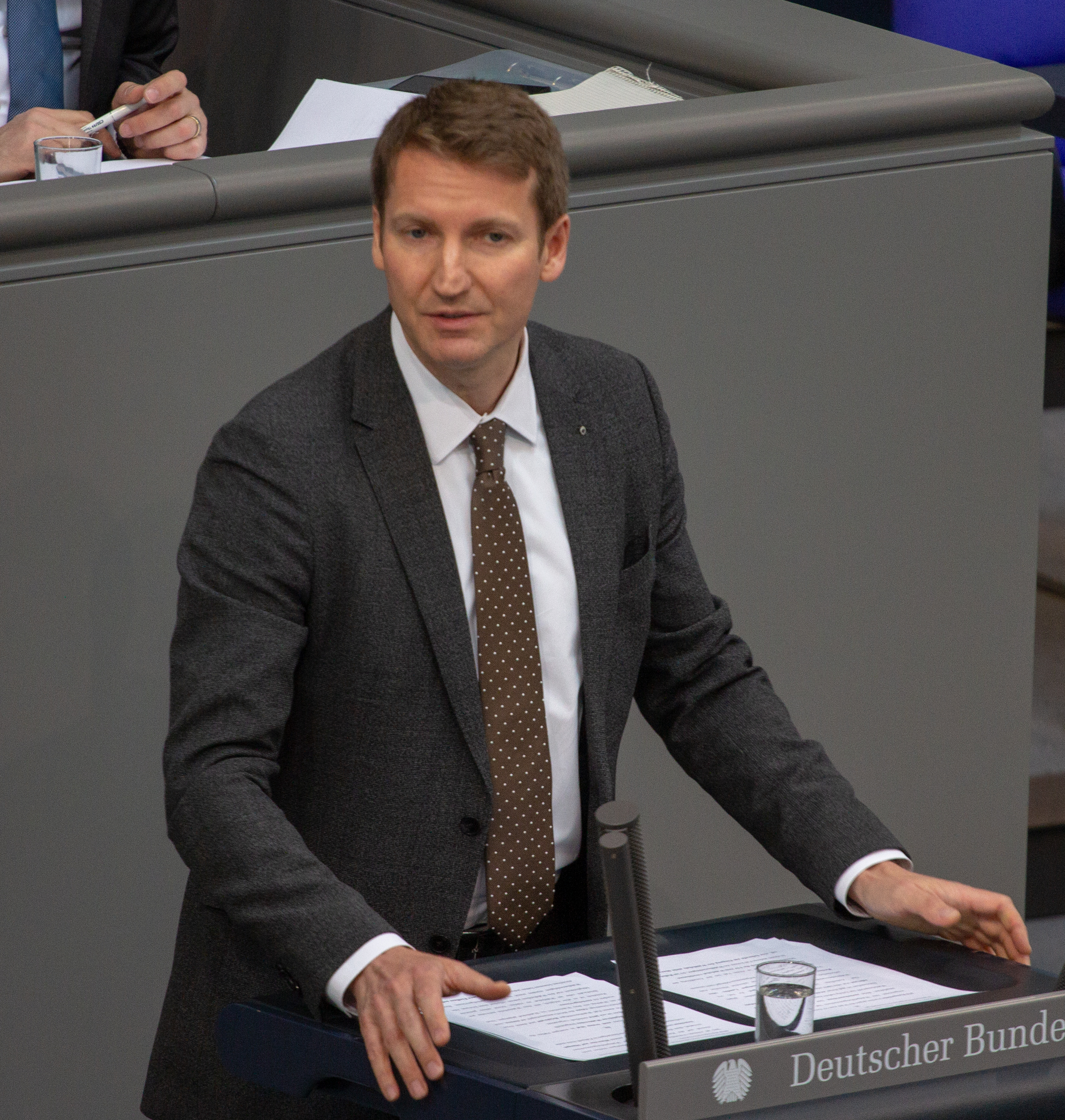
Patrick Sensburg, 2019 en el Bundestag alemán

Sensburg ha sido miembro de la CDU desde 1989. Desde 2004 a 2009, fue teniente de alcalde de la ciudad de Brilon y presidente del grupo en el ayuntamiento de Brilon.
Desde las elecciones de 2009, Sensburg ha sido miembro del Parlamento alemán. Primero se desempeñó en la Comisión de Asuntos Jurídicos y, como miembro suplente, en la Comisión de Asuntos Internos. Entre 2009 y 2017 presidió el Subcomité de Derecho Europeo. El 10 de abril de 2014, fue elegido presidente de la Comisión de Investigación Parlamentaria sobre la NSA en el período 2013-2017.
Desde 2018, Sensburg ha presidido el Comité de Escrutinio de Elecciones, Inmunidad y Reglas de Procedimiento. Además, es miembro del Panel de Supervisión Parlamentaria (PKGr), que proporciona supervisión parlamentaria de los servicios de inteligencia de Alemania BND, BfV y MAD, y del Consejo de Ancianos.

## Posiciones políticas

### Políticas domésticas
En junio de 2017, Sensburg votó en contra de la introducción de Alemania del matrimonio entre personas del mismo sexo. Antes de las elecciones de liderazgo de los demócratas cristianos en 2018, respaldó públicamente a Friedrich Merz para que sucediera a Angela Merkel como presidenta del partido.

### Misión militar alemana en Irak 2014
En agosto de 2014, Sensburg apoyó la decisión de desplegar la Bundeswehr en Irak contra la organización conocida como "IS". Además, Sensburg señaló la responsabilidad de Alemania hacia las personas en los campamentos de refugiados allí: "La protección de la población de las atrocidades de la milicia del EI es nuestra responsabilidad humanitaria y nuestro propio interés".

### Comité de investigación de la NSA
Como presidente del comité de investigación de la NSA, Sensburg presentó el 28 de junio de 2017 el informe final al Presidente del Bundestag, Norbert Lammert, con más de 1.800 páginas, diciendo: "Hubo mucho consenso, pero también diferentes puntos de vista en la evaluación". El informe final se discutió posteriormente en el Bundestag alemán. Se hizo evidente que la coalición y la oposición determinaron los resultados de manera diferente. Sensburg señaló que Edward Snowden ha alentado el debate público en Alemania sobre la discusión sobre cómo manejar la protección de datos de la privacidad. A pesar de algunas críticas, la Comisión de Investigación de todos los grupos parlamentarios en el Bundestag ha sido considerada en principio un trabajo exitoso.

## Otras actividades
Academia Federal de Política de Seguridad (BAKS), miembro de la Junta Asesora